# 滇隐脉杜鹃
滇隐脉杜鹃（学名：Rhododendron maddenii ssp. crassum）为杜鹃花科杜鹃花属下的一个亚种。

## 扩展阅读
- 維基物種上的相關：滇隐脉杜鹃